# Somovzee

De voorgestelde Somovzee staat onderaan op de kaart

De Somovzee was een voorgestelde naam voor een deel van de Zuidelijke Oceaan voor de kust van Antarctica.
Het zou zich ten noorden van het meest oostelijke deel van het Antarctische subcontinent Oost-Antarctica, ten noorden van de Oateskust, Victorialand en George V-kust, tussen 150° en 170° OL bevinden. Ten westen ervan zou de D'Urvillezee liggen. Ten oosten van de Kaap Adare, op 170°14' OL, ligt de Rosszee.
De naam werd voor het eerst voorgesteld door de Russen voor de voorlopige versie van de Internationale Hydrografische Organisatie (IHO) uit 2002. Dit ontwerp is nooit goedgekeurd door de IHO (of enige andere organisatie), en het IHO-document uit 1953 (dat de naam niet bevat) blijft van kracht. Toonaangevende geografische autoriteiten en atlassen gebruiken de naam niet, inclusief de 10e editie van de Wereldatlas uit 2014 van de National Geographic Society in de Verenigde Staten en de 12e editie uit 2014 van de Britse Times Atlas of the World. Maar op de door de Sovjet-Unie en Rusland uitgegeven kaarten wel.
De Somovzee zou een oppervlakte hebben van 1.150.000 km² en tot 3000 meter diep zijn.
De Ballenyeilanden liggen hier 240 kilometer ten noorden van de kust van het vasteland.
De Somovzee zou genoemd worden ter ere van de Russische oceanoloog en poolreiziger Mikhail Somov (1908-1973), die tussen 1955 en 1957 commandant was van de eerste Sovjet-Antarctische expeditie.